# Grand Cheval de Bois
Le Grand Cheval de Bois est un sommet des Alpes-de-Haute-Provence (France). Il culmine à 2 838 mètres d'altitude.
La voie normale débute aux fermes des Colettes, au-dessus d’Allos, par le sentier de grande randonnée GR56B. Celui-ci se poursuit jusqu'à baisse de Prenier, au-dessus du col d'Allos. Ensuite, il faut emprunter un itinéraire non balisé (des cairns sont néanmoins disposés sur le parcours) par la crête occidentale sous le Petit Cheval de Bois (2 754 m), et enfin suivre la crête caillouteuse vers le sud-est jusqu'au sommet.
Le Grand Cheval de Bois surplombe les gorges du Bachelard au nord et le vallon du Bouchier (commune d'Allos) au sud.